# Кашина Коломбара (Кремона)
Кашина Коломбара је насеље у Италији у округу Кремона, региону Ломбардија.
Према процени из 2011. у насељу је живело 58 становника. Насеље се налази на надморској висини од 84 м.